# Marie Zielcke
Marie Zielcke (* 3. Februar 1979 in Köln) ist eine deutsche Filmschauspielerin.

## Leben
Aufgewachsen in einer Theaterfamilie, gab Marie Zielcke ihr Debüt am Schultheater, das sie mit 17 Jahren zum Schulabgang bewegte. Im selben Jahr begegnete sie RP Kahl, der sie zusammen mit Oskar Roehler in Silvester Countdown für den Film entdeckte. Für ihre Rolle der emotionalen Julia, die sich ständig mit ihrem Partner streitet und alsbald wieder versöhnt, erhielt Marie Zielcke 1998 den Max-Ophüls-Preis als beste Nachwuchs-Darstellerin.
Bei ihrer Rollenauswahl zeigte Marie Zielcke bisher Mut zu unkonventionellen Film- bzw. Videoproduktionen (Planet Alex). So war sie vom 16. November 2009 bis zum 17. September 2010 in der Sat.1-Daily Soap Eine wie keine zu sehen, in der sie die Protagonisten-Rolle der schrillen und unkonventionellen Manu Berlett spielt.
Zielcke heiratete 2004 den US-amerikanischen Schauspieler Henry Thomas. Der Regisseur Mika Kaurismäki hatte die beiden in Berlin miteinander bekannt gemacht. Das Paar hat eine Tochter (* 2004). Thomas reichte 2007 die Scheidung ein. Von 2006 bis 2009 waren Marie Zielcke und der Schauspieler Christoph Maria Herbst liiert.
Von 2017 bis 2020 spielte sie die Hauptrolle Hanna Winter in der ZDF-Krankenhausserie Bettys Diagnose, nachdem sie dort 2016 bereits einen einzelnen Gastauftritt in einer anderen Rolle absolviert hatte.

## Filmografie (Auswahl)
- 1995: Hallo, Onkel Doc! – Das Trauma (TV)
- 1998: Silvester Countdown
- 1998: Bin ich schön?
- 1998: Nina – Vom Kinderzimmer ins Bordell (TV)
- 1998: Wilsberg – In alter Freundschaft (TV-Reihe)
- 1999: Wilsberg und die Tote im See (TV)
- 1999: Der Schrei des Schmetterlings (TV)
- 2000: Die Unberührbare
- 2000: Models (TV)
- 2000: Sehnsucht nach Jack (TV)
- 2000: Der Runner (TV)
- 2001: Lammbock – Alles in Handarbeit
- 2001: Bella Block: Bitterer Verdacht
- 2001: Planet Alex
- 2002: Herz oder Knete (TV)
- 2002: Der Anwalt und sein Gast (TV)
- 2003: Zuckerbrot
- 2003: Nitschewo
- 2004: Süperseks
- 2004: Agnes und seine Brüder
- 2004: Nachtangst (TV)
- 2006: Noch einmal lieben (TV)
- 2007: Fata Morgana
- 2007: Kommissar Stolberg – Die letzte Vorstellung (TV)
- 2008: Stürmische Zeiten (TV)
- 2008: Sklaven und Herren (TV)
- 2008, 2021: SOKO Donau – Saitenspiel, Das Phantom (TV)
- 2009: Krupp – Eine deutsche Familie (TV)
- 2009–2010: Eine wie keine (TV)
- 2009: Beyond Remedy
- 2011: Am Ende die Hoffnung (TV)
- 2011: Inga Lindström – Svens Vermächtnis (TV)
- 2012: Verfolgt – Der kleine Zeuge (TV)
- 2013: Inga Lindström – Feuer unterm Dach (TV)
- 2013: Ein starkes Team: Die Frau des Freundes (TV)
- 2013, 2024: SOKO Stuttgart – Verschlusssache, It’s a Match (TV)
- 2014: Meine Mutter, meine Männer (TV)
- 2014, 2022: SOKO Köln – Der große Wurf, Lissis Leben (TV)
- 2016: Der Staatsanwalt – Mord nach Mitternacht (TV)
- 2016–2020: Bettys Diagnose (TV, in Episode 2x07 als Nicole Dohm; Episoden 4x08–7x09 als Hanna Winter)
- 2017: Der Lack ist ab – #verlassenefreundin (TV)
- 2019: SOKO Wien – Das Phantom (TV)
- 2021: SOKO Wismar – Die Ordnung der Dinge (TV)
- 2021: Lena Lorenz: Zerbrechliches Glück (TV)
- 2023: In aller Freundschaft: Überhitzt, Ringtausch (TV)
- 2024: Notruf Hafenkante: Episode "Neues Leben"